# Dvorana slávy Plzeňského kraje
Dvorana slávy Plzeňského kraje je ocenění, kterým Plzeňský kraj vyznamenává osobnosti, jež se na území kraje narodily nebo zde dlouhodobě žijí či v kraji působí a výsledky své práce přesáhly hranice regionu. Současně ale dekorovaná osoba musí v daném roce slavit významné životní jubileum. Dvoranu založila v roce 2006 tehdejší krajská hejtmanka Milada Emmerová, která tak chtěla vyznamenávat osobnosti, jež mohou být vzorem ostatním obyvatelům kraje. Podle jiných zdrojů ovšem Dvorana vznikla až roku 2008, kdy nahradila dosavadní hejtmanem udělovanou Cenu za občanskou statečnost.

## Členové Dvorany
První členové slavnostně vstoupili do Dvorany slávy 2. listopadu 2009 v plzeňské Měšťanské besedě.

### 2009
- Karel Gott[4]
- Lumír Klimeš[4]
- Anna Maurerová[4]

### 2010
- Zdeněk Bláha[5]
- Jaroslava Kunová[5]
- Zdeněk Mraček[5]

### 2011
- Danuše Bělohlávková[6]
- Antonín Konrády[6]
- Jiří Suchý[6]
- Zdeněk Štybar[6]
- Eva Urbanová[6]

### 2012
- Rudolf Barcal[7]
- Zora Kostková[7]
- Martin Straka[7]

### 2013
- Kateřina Emmons[8]
- Hana Gerzanicová[8]
- Antonín Procházka[8]
- Miroslav Štandera[8]
- Jiří Valenta[8]

### 2014
- Vladimír Haber[9]
- Pavel Pavlovský[9]
- Josef Průša[9]
- František Radkovský[9]

### 2015
- Josef Bernard[10]
- Pavel Horváth[10]
- Boris Kreuzberg[10]

### 2016
- Bohuslav Ebermann[11]
- Jiří Holenda[11]
- Martin Matějovič[11]
- Jaroslav Perlík[11]
- Oldřich Říha[11]

### 2017
- Blanka Bohdanová[12]
- Irena Bukačová[12]
- Jan Řehula[12]

### 2018
- Jan Soukup (architekt)[13]
- Jaroslav Špaček[13]
- Monika Švábová[13]

### 2019
- Václav Berka[14]
- Jaroslav Soukup (režisér)[14]
- Libuše Škvařilová[14]